# Alloniscus saipanensis
Alloniscus saipanensis là một loài chân đều trong họ Alloniscidae. Loài này được miêu tả khoa học năm 2001 bởi Nunomura.